# Saturno I SA-1
Saturno-Apolo 1 (SA-1) fue el primer vuelo del vehículo de lanzamiento espacial Saturno I, el primero en la familia Saturno y la primera misión del programa Apolo estadounidense. El cohete fue lanzado el 27 de octubre de 1961 desde Cabo Cañaveral, Florida.

## Objetivos
El cohete Saturno I representó un enorme aumento en tamaño y potencia en comparación con cualquier cosa lanzada anteriormente. Era tres veces más alto, requería seris veces más combustible y producía diez veces más empuje que el cohete Juno I que había lanzado el primer satélite estadounidense, Explorer 1, en órbita en 1958.
En ese momento, la NASA había decidido no utilizar pruebas completas, en las que se prueba todo el sistema a la vez. La agencia planeó probar cada etapa del cohete en lanzamientos separados, por lo que en SA-1 la única etapa activa fue la primera etapa S-I.
Este primer vuelo fue diseño para probar la estructura del vehículo de lanzamiento durante un vuelo suborbital utilizando el cono de la nariz de un cohete Júpiter.

## Preparación
Dado que este era el primer vuelo de Saturno, los sistemas aún se estaban desarrollando. Fue la primera vez que una etapa fue entregada a Cabo Cañaveral por barcaza y demostró que esto podría hacerse para las etapas más grandes de los futuros cohetes Saturno. La primera etapa y las dos etapas superiores simuladas llegaron el 15 de agosto de 1961 en la barcaza Compromise. Encontró algunos problemas durante el viaje, encallando cuatro veces debido a mapas náuticos deficientes. En el viaje de regreso, la barcaza chocó contra un puente, causando algunos daños menores.
El cohete se erigió en la Plataforma 34 cinco días después sin mayores problemas. Las pruebas procedieron, aunque un poco retrasadas. En ese momento, las pruebas no eran automatizadas y consistían en accionar interruptores en el centro de control y observar cómo respondía el cohete.

## Vuelo
A las 12:30 p. m. (EST) del 27 de octubre de 1961, el propelente comenzó a fluir hacia el cohete. Se colocó en el cohete un ligero excedente (3%) de combustible requerido, ya que era posible drenar el combustible fácilmente. Justo antes del lanzamiento, se retiró el exceso de combustible de los tanques.
El oxígeno líquido comenzó a fluir en sus tanques a las 3:00 a. m. del día siguiente. Siguió el mismo procedimiento que el RP-1, llenando los tanques al 10% para verificar fugas, luego se llenaron rápidamente al 97% y finalmente se completaron lentamente.
A pesar de un par de retrasos debido al mal tiempo, el cohete se lanzó solo una hora después de lo programado. Los ingenieros le había dado al cohete solo un 75% de probabilidad de despegar y solo un 30% de completar un vuelo nominal. Incluso con un vuelo nominal, se pensaba que era posible algún daño. En el Arsenal de Redstone, las pruebas en tierra habían roto ventanas a 12 km de distancia.
El sonido del lanzamiento fue una decepción para algunos testigos, describiéndose como similar a un lanzamiento de cohete Atlas, cuando los observadores estaban a 2,4 kilómetros de distancia en lugar de 5 kilómetros para un lanzamiento de Saturno. Más tarde se determinó que la causa de la diferencia entre Cabo Cañaveral y el Arsenal de Redstone fueron las condiciones atmosféricas que amortiguaron el sonido.

"Ignition. All engines running. Launch commit, launch commit! Liftoff! (shouting) Go, go, go, go! Go man! Go!"

El vuelo en sí fue casi perfecto. El cohete alcanzó una altura de 136,5 kilómetros e impactó a 345,7 del sitio de lanzamiento en el Océano Atlántico. El único problema real fue que el cohete se apagó 1,6 segundos antes de los programado. Esto se debió a que había 400 kilogramos de más de oxígeno líquido y 410 kilogramos menos de RP-1. Para el vuelo de prueba, el SA-1 solo llevaba una carga de propelente que estaba el 83% de su capacidad.